# Stygnomma truxillense
Espèce
Stygnomma truxillense est une espèce d'opilions laniatores de la famille des Stygnommatidae.

## Distribution
Cette espèce est endémique de l'État de Trujillo au Venezuela. Elle se rencontre vers Trujillo.

## Description
Le mâle holotype mesure 6,85 mm et la femelle paratype 4,56 mm.

## Systématique et taxinomie
Cette espèce a été décrite par González-Sponga en 1987.

## Étymologie
Son nom d'espèce, composé de   et du suffixe latin -ense, « qui vit dans, qui habite », lui a été donné en référence au lieu de sa découverte, l'État de Trujillo.

## Publication originale
- (es) González-Sponga, « Aracnidos de Venezuela. Opiliones Laniatores I. Familias Phalangodidae y Agoristenidae », Boletin de la Academia de Ciencias Fisicas, Matematicas y Naturales, vol. 23,‎ 1987, p. 1-562